# 韦托尔·皮萨尼级装甲巡洋舰
韦托尔·皮萨尼级装甲巡洋舰由两艘19世纪90年代为意大利皇家海军所建造的装甲巡洋舰组成。这个级别两舰分别是“韦托尔·皮萨尼”号和“卡洛·阿尔贝托”号，在他们的服役生涯中长期被派往海外。前者在1900年义和团运动期间在远东服役，而后者曾参与了开创性的远程无线电实验。“卡洛·阿尔贝托”号随后担任了几年的训练船。这两艘军舰都参加了1911年至1912年的意土战争，并在第一次世界大战中执行辅助任务，其中“卡洛·阿尔贝托”号被改装成运兵船，“韦托尔·皮萨尼”号被改装成维修船。两舰都在1920年除役，之后被报废拆解。

## 设计

1902年《海军年鉴》中的韦托尔·皮萨尼级装甲巡洋舰的舰体右立面以及俯视平面图

本级舰只的垂间长度为99（324英尺10英寸），总长度为105.7（346英尺9英寸），舷宽18.04（59英尺2英寸），吃水深7.2（23英尺7英寸）。在正常负载时两舰的排水量为6,397—6,614公噸（6,296—6,510長噸），满载排水量为7,057—7,128公噸（6,946—7,015長噸）。韦托尔·皮萨尼级一般配备28名军官以及472至476名水手。

### 推进器
本级舰只由两台立式三胀蒸汽机提供动力，每台蒸汽机驱动一个螺旋桨轴，由8台苏格兰船用锅炉供应蒸汽，而废气则通过舰中部的两个烟囱中排出。设计上的最大输出功率为13,000匹指示馬力（9,700千瓦特），速度为19節（35每小時；22英里每小時），而且两舰在海试中都达到了设计速度，“卡洛·阿尔贝托”号甚至有所超出。两舰都可以在10節（19每小時；12英里每小時）航速下达到5,400海里（10,000；6,200英里）的巡航半径。

### 武装
韦托尔·皮萨尼级的主要武器装备包括12门单装152/40 A型1891式速射炮。这些152（6英寸）的火炮配备有40倍径的炮管。这些火炮全都被安装在两边舷侧，其中8门安装在上甲板，4门安装在中央装甲堡的四角。单门1891式火炮重6.6公噸（6.5長噸），可以发射45.4（100英磅）的穿甲弹，炮口初速为700每秒（2,297英尺每秒）。
40倍径的120/40 A型1891式速射加农炮被分别安装在船首和船尾，其余两门或四门120（4.7英寸）火炮安装在152毫米火炮之间的主甲板上。这些火炮可以发射20.4（45英磅）穿甲弹，炮口初速为645每秒（2,116英尺每秒）。为了防御鱼雷艇，本级舰只都装备了14门57（2.2英寸）哈乞开斯速射炮和6到8门37（1.5英寸）哈乞开斯炮。两舰还装备了四具450（17.7英寸）鱼雷发射管。

### 防护
本级舰只都由舰中部厚度为150（5.9英寸）厚的装甲带保护，船头和船尾减少到110（4.3英寸）。上层装甲也有150毫米厚，也安装于舰体舯部，并向上延伸到上层甲板的高度。弯曲的甲板厚3.7厘米，指挥塔的装甲厚度也是15厘米，每门152毫米舰炮都有一枚5（2.0英寸）的炮盾保护。

## 舰只
| 舰名                             | 建造者                                   | 开建          | 下水          | 完工         | 结局                  |
| -------------------------------- | ---------------------------------------- | ------------- | ------------- | ------------ | --------------------- |
| “韦托尔·皮萨尼”号  | 義大利斯塔比亚海堡卡斯特拉马雷机械造船厂 | 1892年2月1日  | 1896年9月23日 | 1898年5月1日 | 1920年6月12日报废拆解 |
| “卡洛·阿尔贝托”号  | 義大利拉斯佩齐亚拉斯佩齐亚兵工厂         | 1892年12月7日 | 1895年8月14日 | 1899年4月1日 | 1920年1月2日报废拆解  |

## 服役生涯
“韦托尔·皮萨尼”号是1900年义和团运动期间被派遣到中国的巡航分舰队指挥官海军少将卡米罗·坎迪亚的旗舰。该舰于1902年初抵达拉斯佩齐亚，但只在意大利水域停留了一年，然后返回远东进行另一次为期一年的巡航任务。
1902年，国王维托里奥·埃马努埃莱三世出席英国国王爱德华七世的加冕典礼时，“卡洛·阿尔贝托”号担任他的皇家游艇。维托里奥·埃马努埃莱三世邀请古列尔莫·马可尼陪同，并在途中进行无线电实验。当加冕仪式因为爱德华七世的病而推迟时，本舰载着维托里奥·埃马努埃莱三世去喀琅施塔得与沙皇尼古拉二世会面。然后，该舰又将马可尼运送到大西洋彼岸的新斯科舍，进行跨洋传输无线电信息的实验。同年12月15日，马可尼成功地在加拿大将消息通过无线电传送到英国。1902-1903年委内瑞拉危机期间，由英国、德国和意大利军舰组成的国际舰队封锁了委内瑞拉拒绝偿还外债的水域。随后，“卡洛·阿尔贝托”号被派往委内瑞拉水域。从1907年到1910年，该舰成为射击和鱼雷训练舰。
两舰都参加了1911年到1912年的意土战争。“韦托尔·皮萨尼”号支援在亚得里亚海、爱琴海和达达尼尔海峡的作战行动。而“卡洛·阿尔贝托”号则参与了对的黎波里和祖瓦拉的攻击，此后还向意大利驻北非部队提供了炮火支援。
待到第一次世界大战打响时，两舰装备都已经过时，因此未见在一战中活跃。“韦托尔·皮萨尼”号在亚得里亚海战斗了一段时间，并在1915年年中参加了对达尔马提亚海岸察夫塔特附近一条铁路线的失败轰炸。1916年该舰成为一艘维修船，并于1920年1月2日从海军中除籍。同年3月13日，该舰被当作废弃并拆解。
“卡洛·阿尔贝托”号整个一战期间几乎都驻扎在威尼斯。1917年，该舰在塔兰托开始被改装为运输舰，并在翌年完工。此后，该舰被更名为“森松”号（Zenson）并重新启用。该舰最终于1920年6月12日报废并拆解。

## 脚注

### 引文
1. ↑  日本海人社出版 2014，第44頁
2. ↑  日本海人社出版 2014，第48頁
3. 1 2 3  日本海人社出版 2014，第46頁
4. 1 2 3 4 5 6 7 8  Gardiner，第350頁
5. 1 2 3 4 5  Fraccaroli，第28頁
6. 1 2  Silverstone，第286頁
7. ↑  Friedman，第240頁
8. 1 2  Silverstone，第268頁
9. ↑  Friedman，第240, 243頁
10. ↑  瓦德西 2013，第25頁
11. ↑  Naval Notes–Italy
12. ↑  Silverstone，第307頁
13. ↑  Weightman，第132–149頁
14. 1 2  Robinson，第420–421頁
15. ↑  Beehler，第35–37, 65, 67, 84, 87–89, 91頁
16. 1 2  Gardiner & Gray，第256頁
17. ↑  日本海人社出版 2014，第47頁

## 期刊来源
- . Journal of the Royal United Service Institution (London: J. J. Keliher). September 1901, XLV (283): 1136. OCLC 8007941 （英语）.
- Robinson, Charles N. (编). . Navy and Army Illustrated (London: Hudson & Kearns). 1903-01, XV (310)  [2022-03-12]. OCLC 405497404. （原始内容存档于2022-07-09） （英语）.